# هیروشی ناگاشیما
هیروشی ناگاشیما (انگلیسی: Hiroshi Nagashima؛ زادهٔ ۱۵ مارس ۱۹۶۶) بوکسور اهل ژاپن بود.